# Rasmus Andersen (billedhugger)
 Der er flere personer med dette navn, se Rasmus Andersen.
Rasmus Morten Andersen (født 25. september 1861 i Ørting ved Horsens, død 28. februar 1930 på Frederiksberg) var en dansk billedhugger. Han udførte portrætter, mindesmærker og buster. 
Andersen var uddannet ved Kunstakademiet og blev senere medarbejder hos Vilhelm Bissen. Han var ansat som konservator ved Kunstakademiets afstøbningssamling til 1905 og ved Thorvaldsens Museum fra 1893 til sin død.
Blandt hans værker anses monumenterne over C.F. Tietgen og Enrico Dalgas som hovedværker. For sidstnævnte modtog han Eckersberg Medaillen i 1900, og han blev Ridder af Dannebrog i 1917.
Rasmus Andersen er gengivet i malerier af Andreas Hessellund 1877 og af Georg Achen. Selvportræt i relief 1919. Desuden portrætteret af Sigurd Wandel på gruppebillede af Udstillingskomiteen 1912.
Han er begravet på Solbjerg Parkkirkegård.